# Silver Pony
Silver Pony är ett musikalbum från 2010 av den amerikanska jazzsångaren Cassandra Wilson. Albumet innehåller både live- och studioinspelade låtar.

## Låtlista
1. "Lover Come Back to Me" (Oscar Hammerstein/Sigmund Romberg) – 6:51
2. "Went Down to St James Infirmary" (trad.) – 7:14
3. "A Night in Seville" (Cassandra Wilson/Reginald Veal/Herlin Riley/Jonathan Batiste/Marvin Sewell/Lekan Babalola) – 3:00
4. "Beneath a Silver Moon" (Cassandra Wilson/Reginald Veal/Herlin Riley/Jonathan Batiste/Marvin Sewell/Lekan Babalola) – 6:39
5. "Saddle Up My Pony" (Charley Patton) – 9:32
6. "If It's Magic" (Stevie Wonder) – 4:34
7. "Forty Days and Forty Nights" (Bernard Roth) – 5:00
8. "Silver Pony" (Cassandra Wilson/Reginald Veal/Marvin Sewell/Herlin Riley/Jonathan Batiste/Lekan Babalola) – 0:37
9. "A Day in the Life of a Fool" (Luiz Bonfa/Carl Sigman) – 7:36
10. "Blackbird" (John Lennon/Paul McCartney) – 6:46
11. "Watch the Sunrise" (John Stephens/Luke Laird/Steve Dale Jones) – 3:32

## Medverkande
- Cassandra Wilson – sång, synthesizer (spår 4), bastrumma (spår 11)
- Marvin Sewell – elgitarr, gitarr
- Reginald Veal – bas, elbas
- Herlin Riley – trummor
- Lekan Babalola – slagverk
- Jonathan Batiste – piano, Rhodes-piano
- Ravi Coltrane – tenorsaxofon (spår 4)
- John Legend – piano, sång (spår 11)
- Helen Gillet – cello (spår 11)
- Brandon Ross – akustisk gitarr (spår 11)
- Luke Laird – akustisk gitarr (spår 11)

## Mottagande
Skivan fick ett gott mottagande när den kom ut med ett snitt på 4,2/5 baserat på tre recensioner.